# Karl August Otto Hoffmann
Karl August Otto Hoffmann (Beeskow, 25 ottobre 1853 – Berlino, 11 settembre 1909) è stato un botanico e insegnante tedesco.
Autore di Sertum plantarum madagascariensium, il genere Hoffmanniella della famiglia Asteraceae fu nominato in suo onore da Rudolf Schlechter.

## Biografia
Studiò matematica e storia naturale presso l'Università di Berlino, successivamente presso la laurea presso l'Università di Gottinga. A partire dal 1877, insegnò al Friedrichswerdersches Gymnasium di Berlino. Morì nel settembre del 1909, dopo un'operazione per l'appendicite. Donò il suo imponente erbario all'Erbararium di Berlino.
Con Georg Carl Wilhelm Vatke, elaborò degli esemplari botanici raccolti da Johann Maria Hildebrandt in Madagascar. Inoltre lavorò con le collezioni di Christian Rutenberg raccolte in Madagascar e con gli esemplari botanici di Friedrich Wilhelm Alexander von Mechow e da Eduard Teusz raccolti ad Angola.
È conosciuto per le sue indagini sulla famiglia Asteraceae. Fornì la descrizione degli Asteraceae raccolti da Auguste Chevalier in Africa e da Per Karl Hjalmar Dusén in Patagonia e in Tierra del Fuego. Fece dei grandi contributi in Die Natürlichen Pflanzenfamilien che coinvolgono Asteraceae (806 generi).